# Topographisch Militärische Charte des Herzogtums Holstein (1789–1796) Nr.10
Diese Karte ist in den Jahren 1789 bis 1796 unter der Direktion des Majors Gustav Adolf von Varendorf durch Offiziere des Schleswigschen Infanterieregiments erstellt worden.
Aus einem Ausschnitt der Karte Nr. 10 ist hier eine anklickbare Karte, eine sogenannte Imagemap, für die folgenden Straßen entstanden:
(Hinweis: Bei einem einfachen Klick – linke Maustaste – auf eine Straße in der Karte wird deren Name und Verlauf angezeigt.)
- Alte Dorfstraße
- Alter Steenbeker Weg
- Eckernförder Straße
- Julienluster Weg
- Kronshagener Weg
- Melsdorfer Straße, ehemals "Im Dorfe" / "Dorfstraße" (Hasseldieksdamm), inklusive ehemaligem "Kronshagener Landweg"
- Mühlenweg, in drei Abschnitten – Der "Mühlenweg" ist nicht mehr durchgängig vorhanden.
- Projensdorfer Straße, ehemals  "An der Knooper Landstraße", "Knooper Landstraße", "Irenestraße"
- Steenbeker Weg